# Западный диалект казахского языка
Западный диалект казахского языка (каз. қазақ тілінің батыс диалектісі) — одна из трёх основных разновидностей казахского языка, распространённая в пределах Западно-Казахстанской, Актюбинской, Атырауской и Мангистауской областей Казахстана, а также в некоторых районах Костанайской и Кызылординской областей.
Несмотря на то, что говоры казахов, живущих в западных регионах Казахстана и прилегающих территориях сопредельных стран, выделяются исследователями как отдельный диалект, различия между диалектами казахского языка незначительны, и до недавнего времени само существование диалектов в казахском языке было предметом споров. Удивительная однородность казахского языка на всей территории его распространения объясняется высокой мобильностью носителей.
Западный диалект появился в результате локального разобщения и родо-племенного объединения здешних казахов в течение веков и вобрал в себя значительное количество слов из татарского, башкирского, ногайского и огузского языков. По мнению Сарсена Аманжолова, к западным диалектам принадлежит говор крупного родо-племенного объединения алшын (младший жуз), которое в древности кочевало в местностях близ Аральского и Каспийского морей, вдоль рек Урал и Орь. Эти племена с давних пор были обособлены от остальных казахов и до начала XVII века находились в составе Ногайской Орды.
Основными особенностями западных говоров являются архаичные черты казахского языка, исчезнувших из других диалектов, и наличие лексики из языков, с которыми контактировали западные казахи.